# Kanton Angers-4
Der Kanton Angers-4 ist seit 1973 ein französischer Wahlkreis im Arrondissement Angers, im Département Maine-et-Loire und in der Region Pays de la Loire. Sein Hauptort ist Angers.

## Gemeinden
Der Kanton besteht aus vier Gemeinden und Gemeindeteilen mit insgesamt 44.427 Einwohnern (Stand: 1. Januar 2022) auf einer Gesamtfläche von 77,40 km²:
| Gemeinde           | Einwohner 1. Januar 2022 | Fläche km² | Dichte Einw./km² | Code INSEE | Postleitzahl |
| ------------------ | ------------------------ | ---------- | ---------------- | ---------- | ------------ |
| Angers             | 15.682                   | 6,06       | 2.588            | 49007      | 49000, 49100 |
| Avrillé            | 15.225                   | 15,85      | 961              | 49015      | 49240        |
| Longuenée-en-Anjou | 5.709                    | 41,68      | 137              | 49200      | 49770        |
| Montreuil-Juigné   | 7.811                    | 13,81      | 566              | 49214      | 49460        |
| Kanton Angers-4    | 44.427                   | 77,40      | 574              | 4904       | –            |

1. ↑   Nur der nordwestliche Teil der Gemeinde, der Rest verteilt sich auf die Kantone Angers-1, Angers-2, Angers-3, Angers-5, Angers-6 und Angers-7.
2. ↑   Ohne die Fläche der ehemaligen Gemeinde Pruillé, diese gehört zum Kanton Tiercé.

## Veränderungen im Gemeindebestand seit 2016
2016: Fusion La Meignanne, La Membrolle-sur-Longuenée, Le Plessis-Macé und Pruillé (Kanton Tiercé) → Longuenée-en-Anjou